# Combat de Vélizy
Campagne des Cent-Jours
Septième Coalition
Batailles
Batailles des Cents-Jours
Campagne du duc d'Angoulême
- Ajaccio
- Bonifacio
- Montélimar
- Loriol

Campagne de Belgique
- Ligny
- Quatre-Bras
- Waterloo
- Wavre

Campagne de France de 1815
- Maubeuge
- Huningue
- La Souffel
- Vélizy
- Rocquencourt
- Sèvres
- Issy

Guerre napolitaine
- Panaro
- Ferrare
- Occhiobello
- Carpi
- Casaglia
- Ronco
- Cesenatico
- Pesaro
- Scapezzano
- Tolentino
- Ancône
- Castel di Sangro
- San Germano
- Gaète

Guerre de Vendée et Chouannerie de 1815
- Les Échaubrognes
- L'Aiguillon
- Aizenay
- Sainte-Anne-d'Auray
- Cossé
- Saint-Gilles-sur-Vie
- Redon
- Les Mathes
- Muzillac
- Rocheservière
- Thouars
- Auray
- Châteauneuf-du-Faou
- Guérande
- Fort-la-Latte

Le combat de Vélizy est une bataille qui a eu lieu à Vélizy le 1er juillet 1815. Elle a opposé une avant-garde de dragons français à deux régiments de hussards prussiens qui, culbutés, s'enfuirent jusqu'à Rocquencourt où ils ont été massacrés.

## Préambule
Début juillet, l'armée française réunie sous les murs de Paris attendait le signal d'une bataille qui eût été une revanche de la bataille de Waterloo.
Blücher, souhaitant que le gouvernement provisoire ouvre les portes de Paris sans condition et que l'armée française abandonnât préliminairement la défense de la capitale, pressait le mouvement de ses troupes.

Un corps d'observation était placé à Saint-Denis, tandis que le gros de l'armée prusso-saxonne marchait, en suivant la rive droite de la Seine, passant par Argenteuil, par Bezons et par Chatou.

La cavalerie française suivait le mouvement, cherchant à harceler et à engager quelques escarmouches avec l'arrière-garde ennemie.

Les ponts de Chatou et de Bezons avaient été rompus, celui du Pecq étant conservé par les soins du journaliste Alphonse Martainville. Les troupes prusso-saxonnes y franchirent le fleuve, s'emparèrent des hauteurs de Saint-Germain-en-Laye et poussèrent des reconnaissances à Rueil, à Versailles, Chaville et à Ville-d'Avray.
À ce moment, Napoléon Ier, qui avait abdiqué, demanda au gouvernement provisoire d'être replacé à la tête de l'armée, en donnant l'assurance d'écraser l'armée prusso-saxonne, ce que la Commission refusa. Pour préserver Paris d'une attaque soudaine contre son côté méridional, dont les travaux de défense étaient à peine ébauchés, le prince d'Eckmühl, ministre de la Guerre du gouvernement provisoire, y fait venir en toute hâte le corps du général Vandamme, qui était positionné sur la rive droite pour occuper Meudon, Vanves et Issy. Il détacha le corps de cavalerie du général Exelmans, forte de 6 000 chevaux, avec ordre de se diriger à Versailles.

## La bataille
Le corps de cavalerie partit de Montrouge, suivant la direction qui lui avait été indiquée en passant par la route d'Orléans, vers Antony puis par Le Plessis-Piquet. Le général Exelmans ordonna au général Piré de se porter avec les 1er et 6e régiments de chasseurs à cheval et le 44e régiment d'infanterie de ligne sur Rocquencourt en passant par Ville-d'Avray, tandis que lui-même et le gros de la cavalerie se rendraient à Versailles en empruntant la grande route passant par Vélizy.

À l'embranchement des routes de Bièvres et de Versailles, à la lisière des bois de Verrières, le général Exelmans rencontra, venant de Versailles, une avant-garde de cavalerie prussienne composée du 3e régiment de hussards et du 5e régiment de hussards (de), qui s'avançait au trot en criant « Paris, Paris ! ».

La brigade du général Vincent, composée des 15e et 20e dragons, qui était en tête de la colonne, soutenue par les 5e dragons et 6e hussards, chargèrent les Prussiens. La mêlée fut vive. Malgré leur supériorité numérique, les hussards ennemis furent mis en déroute, poursuivis et sabrés jusqu'à Versailles.

## Bilan et conséquences
Les hussards prussiens traversèrent Versailles au galop, par le boulevard du Roi, en cherchant à gagner Saint-Germain-en-Laye en passant par Rocquencourt où ils tombèrent dans une embuscade tendue par le général Piré.
À la suite de ce combat, le lendemain, les paysans et habitants de la contrée ayant pris les armes et tiré sur les cavaliers prussiens, les troupes prussiennes, en représailles, brûlèrent presque complètement le village de Vélizy et le pillèrent, ce qui lui fit donner le surnom de Petit Moscou,,.